# The Romeo Section
The Romeo Section ist eine Fernsehserie, die in den Jahren 2015 und 2016 in 2 Staffeln beim kanadischen Fernsehsender CBC Television ausgestrahlt wurde.

## Inhalt
Die Serie folgt Professor Wolfgang McGee, einem Akademiker der heimlich eine Spionage-Liste verwaltet und früher selbst als Spion tätig war. Die Personen auf dieser Liste, die als Romeo oder Julia-Agenten bezeichnet werden, sind Informanten, die in engem Kontakt mit Geheimdienstzielen stehen. Die Rekruten mit Sitz in Vancouver infiltrieren den Heroinhandel der Stadt. Zwischenzeitig verlässt Wolfgang McGee seine Rolle als Asset-Handler, um einen versuchten Bombenanschlag in Vancouver zu untersuchen, bei welchem es sich um eine Operation unter falscher Flagge handeln könnte.